# Chirikure Chirikure
Chirikure Chirikure (* 17. März 1962 in Gutu in Simbabwe) ist ein Lyriker und Erzähler in Simbabwe. Er studierte Geschichte und Religionswissenschaften an der University of Zimbabwe in Harare.

## Leistung
Chirikure gilt als scharfer Kritiker der korrupten politischen Elite und Anwalt der einfachen Leute von Simbabwe. Aufgewachsen in der Zeit der Befreiungskämpfe und einer scharfen Polarisierung der Rassen spielen diese Themen als beständige Rückblicke eine entscheidende Rolle in seinen Publikationen.
Chirikure studierte in Harare Religions-, Literatur- und Geschichtswissenschaften und trägt seine gesellschaftskritischen, satirischen und die Identität Afrikas beschwörenden Gedichte bei seinen Auftritten in Shona und auf Englisch vor, oft zusammen mit Musikern.
Nach der Unabhängigkeit 1980 widmete er sich verstärkt seiner eigenen Shona-Sprache als Nationalsprache. Zahlreiche seiner Gedichte wurden vertont, woraus sich schließlich eine Zusammenarbeit mit verschiedenen Musikgruppen ergab. Inzwischen tritt Chirikure selbst mit seinen vertonten Gedichten auf. Diese Musik ist zwar urban, basiert jedoch auf der traditionellen Mbira der Shona. Sein Stil ist dabei zunehmend dramatisch, satirisch und symbolisch geworden. Inzwischen gilt er als der kraftvollste Satiriker des Landes.
2011 war er Gast des Berliner Künstlerprogramms des DAAD.
2022 wurde Chirikure zum korrespondierenden Mitglied der Royal Society of Edinburgh gewählt.

## Publikationen
- Rukuvhute (College Press, 1989)
- Chamupupuri (College Press, 1994)
- Hakurarwi, We Shall not Sleep (Baobab Books, 1998)
- Aussicht auf eigene Schatten, Gedichte (Verlag Das Wunderhorn, Heidelberg, 2011)